# Fundacja Ukryte Skrzydła
Fundacja Ukryte Skrzydła (do 2001 r. Fundacja Teatru Ludowego w Krakowie) – organizacja pozarządowa. Została założona w 1990 roku przez Jerzego Fedorowicza w Krakowie, w Nowej Hucie. Od 2008 roku pracami Fundacji kieruje Stanisław Banaś.
Siedziba Fundacji mieści się na os. Na Skarpie 35, w Krakowie. 
W 2012 roku Fundacja otrzymała status organizacji pożytku publicznego i w związku z tym otrzymała możliwość starania się o przekazywanie na jej rzecz 1% podatków. Środki na działalność Fundacji pochodzą przede wszystkim z konkursów oraz od sponsorów.
W skład personelu fundacji wchodzą:
1. Rada, Zarząd,
2. Zespół Realizatorów Projektów,
3. wolontariusze.

## Cele Fundacji Ukryte Skrzydła w Krakowie
Celem Fundacji są działania mające na celu aktywizację kulturalno – społeczną dzieci z Nowej Huty. 
Jej celem jest kreowanie warunków edukacji przez sztukę oraz udział dzieci i młodzieży w tworzeniu kultury. Działania te przyczyniają się do przeciwdziałania agresji, nietolerancji oraz do uwrażliwienia na problemy innych. Poprzez taką aktywność wzrasta poczucie własnej wartości, a dzięki temu – istnieje szansa na obniżenie zachowań antyspołecznych. Fundacja swoimi działaniami obejmuje również osoby w wieku emerytalnym, działając na rzecz wspólnot i społeczności lokalnych, ale również na rzecz integracji i reintegracji zawodowej i społecznej osób zagrożonych wykluczeniem społecznym. Podejmowane działania mają pozytywnie wpłynąć na jakość życia seniorów, zapobiegając ich wykluczeniu społecznemu, podnosząc ich kwalifikacje, rozwijając zainteresowania oraz wspierając udział osób dojrzałych w rozwoju społeczeństwa. Przyczyniają się  również one do wzmocnienia potencjału ludzkiego i instytucjonalnego organizacji pozarządowych.
Fundacja również poprzez organizowanie wolontariatu europejskiego oraz prowadzenie Nowohuckiego Centrum Wolontariatu 50+ prężnie działa na rzecz integracji europejskiej oraz rozwijania kontaktów i współpracy między społeczeństwami, prowadzi również działalność na rzecz organizacji pozarządowych.

## Projekty
Realizowane przez Fundację projekty są skierowane szczególnie do dwóch grup odbiorców: dzieci i młodzieży oraz seniorów zamieszkujących teren Nowej Huty. 
Te kierowane do młodszych mają na celu tworzenie sposobności dla dzieci z Nowej Huty do edukacji poprzez sztukę oraz ich udział w tworzeniu szeroko pojętej kultury, a także odkrywanie ich własnych talentów. Natomiast projekty kierowane do seniorów mają na celu wdrożenie do różnorodnych działań, aby motywowanie do wykorzystywania potencjału własnego seniorów oraz rozpowszechnienie wolontariatu wśród osób w wieku 50+.

### Projekt Pora Na Seniora – Nowohuckie Centrum Wolontariatu 50+
Projekt kierowany do mieszkańców Nowej Huty, którzy ukończyli 50 rok życia i nie pracują zawodowo, chcą rozwijać swoje umiejętności, nawiązywać nowe znajomości, a także robić coś dla innych. Obejmuje pięciomiesięczny cykl szkoleń z podstaw obsługi komputera, treningu pamięci i twórczego myślenia, warsztatów skutecznej komunikacji. Elementem projektu jest również koło wolontariusza, które daje uczestnikom możliwość zaangażowania się w pracę woluntarystyczną z dziećmi i młodzieżą. Dzięki tym działaniom projekt sprzyja integracji międzypokoleniowej. 

### Projekt Możesz Też
Projekt skierowany jest do osób zamieszkujących tereny Nowej Huty, po 50. roku życia, nieaktywnych zawodowo, znajdujących się na emeryturze lub rencie, lecz posiadających bogate doświadczenie życiowe, którym chętnie podzielą się z innymi.
Celem głównym projektu jest wdrożenie i promocja wolontariatu wśród osób starszych poprzez edukację i aktywizację społeczną. W ramach działań proponowane są uczestnikom szkolenia komputerowe oraz językowe, warsztaty rozwoju osobistego, warsztaty ze sztuki i spotkania podnoszące ich umiejętności oraz dostarczające wiedzy niezbędnej wolontariuszowi. Na różnych etapach projektu uczestnicy mają możliwość zaangażowania się w działalność woluntarystyczną w wielu organizacjach, m.in. w klubie „Fruwająca Ryba” prowadzonym przez Fundację Teatru Ludowego. Projekt związany także realizacją konferencji, promującej aktywność społeczną osób starszych pośród innych organizacji zainteresowanych tematem wolontariatu osób starszych.

### Projekt Mobilna Szkoła
Mobilna Szkoła (Mobile School) to narzędzie edukacyjne - wózek na kółkach, który streetworkerzy (edukatorzy ulicy) zabierają ze sobą na ulicę. Pracownicy i wolontariusze z Fundacji Teatru Ludowego przez pięć dni w tygodniu przywożą wózek do pięciu cyklicznie wybranych osiedli Nowej Huty. Pojazd ten można łatwo przesuwać w miejsca, gdzie znajdują się zaniedbane dzieci, by w atrakcyjnej formie wypełnić ich wolny czas. Poprzez terapię kreatywną animowaną przez pedagogów ulicznych, dzieci mogą nauczyć się pozytywnie wyrażać emocje i poznawać normy społeczne, poprzez zabawę w atrakcyjny sposób mogą pracować nad podstawowymi brakami edukacyjnymi lub po prostu w sposób twórczy spędzić czas wolny.
Organizacja Mobile School pochodzi z Belgii i zajmuje się pracą z dziećmi ulicy na całym świecie, pomagając innym organizacjom, które zajmują się tym problemem. Funkcjonuje już z powodzeniem w krajach Ameryki Południowej, w Azji, Afryce i Rumunii. W Polsce Mobilna Szkoła pojawiła się w maju 2006 roku na ulicach warszawskiej Pragi.
Projekt realizowany jest w partnerstwie z innymi organizacjami non-profit, takimi jak: Stowarzyszenie Mobile School w Belgii, organizacją Childhood ze Szwecji (założoną przez królową Szwecji Sylwię) oraz przy współpracy z Gminą Miejską Kraków i Teatrem Ludowym.

### Projekt Ukryte Skrzydła
Kierowany jest szczególnie do dzieci i młodzieży w wieku 10-20 lat, sprawiających problemy wychowawcze. Opiera się na cyklu warsztatów w następujących modułach tematycznych: moduł zajęć teatralnych (np. fireshow), muzycznych (np. bębny), plastycznych (np. graffiti, ceramika), filmowych, fotograficznych, tanecznych (np. breakedance). Realizatorzy warsztatów za pomocą twórczej resocjalizacji stawiają na postęp, jako odkrywanie i rozwijanie własnych potencjałów i talentów. Ukryte Skrzydła dają każdemu szansę na sukces, który może stać się przełomowym momentem w życiu młodego człowieka. Uczestnicy przez trzy miesiące przygotowują z nadzorem instruktorów pokaz swoich prac, by po tym okresie zaprezentować je podczas uroczystego zakończenia na deskach Teatru Ludowego podczas Finału Ukrytych Skrzydeł.

### Salon NH+
Salon NH+ to cykliczne spotkania we foyer Teatru Ludowego, związane z szerokim spektrum tematów nowohuckich, podczas których znani nowohucianie oraz osoby związane z tą dzielnicą rozmawiają o fenomenie tego miejsca, jego historii, tradycji, kulturze i przemianach, jakie następują w Nowej Hucie. W ramach tego projektu podejmowane były spotkanie na takie tematy, jak: „O Nowej Hucie to film”, „Nowa Huta w obiektywie”, „Biznes w Nowej Hucie”, „Artyści plastycy w Nowej Hucie”, „Teatr w Nowej Hucie”, „Nowohucki Nurt – Sceny Amatorskie w Nowej Hucie”, itp.

### Fruwająca Ryba
Fruwająca Ryba jest klubem dla dzieci i młodzieży, który mieścił się w Krakowie w dzielnicy Nowa Huta, początkowo na osiedlu Stalowym 16, a od 2012 roku na osiedlu Na Skarpie 35. Działa od czerwca 2010 roku, uroczyste otwarcie odbyło się jednak 1 października 2010 roku, w Światowy Dzień Uśmiechu. Od poniedziałku do piątku pracownicy i wolontariusze prowadzą bezpłatnie zajęcia dla dzieci i młodzieży z nowohuckich osiedli. Zajęcia te powiązane są z różnymi dziedzinami sztuki – plastyką (np. nauka grafitii, podstawy designu), muzyką (np. nauka gry na bębnach) oraz tańcem (np. breakdance).
Obecnie Klub jest miejscem realizacji wielu innych projektów w ramach których prowadzone są liczne warsztaty. Daje również przestrzeń pracownikom i licznym wolontariuszom do spotkań i integracji.

### Festiwal Uśmiechu i Radości „Lajkonik”
Festiwal Uśmiechu i Radości „Lajkonik” organizowany jest od 2000 roku we współpracy z Zespołem Szkół Specjalnych nr 14 w Nowej Hucie. Ma on na celu promowanie twórczości dzieci i młodzieży niepełnosprawnej. W Festiwalu bierze udział około 200 dzieci z Polski i z Europy, podczas którego uczestnicy przedstawiają programy związane z teatrem, jednak odchodzące od tradycyjnego teatru słowa. Koncentrują się na współczesnych, niewerbalnych formach, których narracja jest prowadzona raczej za pomocą ruchomych obrazów, tanecznych układów, form wokalnych i instrumentalnych oraz pantomimy.

### Program „Młodzież w działaniu” i niektóre działania z tym związane
Ponadto korzystając z programu „Młodzież w działaniu” (program Unii Europejskiej, dzięki któremu młodzi ludzie w wieku 13–30 lat mogą realizować swoje pasje, rozwijać umiejętności i zdobywać nowe doświadczenia w czasie wolnym od nauki) Fundacja stała się organizacją EVS, wysyła i gości wolontariuszy z różnych krajów. Natomiast w ramach akcji inicjatywy młodzieżowe w 2011 roku zrealizowany został m.in. projekt „hart kolor – Graffiti dla Tolerancji, Tolerancja dla Graffiti”.  Projekt  skierowany był do dwóch grup uczestników. Grupa A: (grupa inicjatorów + trzech dodatkowych grafficiarzy) oraz grupa B (90 osób  biorących udział w warsztatach prowadzonych przez grupę A).
Poprzez projekt grupa inicjatywna dzieliła się swoimi umiejętnościami z innymi młodymi ludźmi,  proponując im aktywny, twórczy a nie destrukcyjny sposób spędzania wolnego czasu. Tematem przewodnim projektu jest tolerancja, o której na koniec projektu został stworzony mural. Mural ten ma zwrócić uwagę lokalnej społeczności na ten problem. 
Poza cyklicznie realizowanymi projektami Fundacja organizuje również liczne eventy, taki e jak np. Dzień Wiosny z Hippi Fish (2011), Obchody Dnia Wolontariusza (2012),  Dzień Empatii (2012), Wielokulturowy Dzień Dziecka (2012)  Natomiast w ramach odpłatnej działalności statutowej prowadzi projekt „Twórcza Jesień” w ramach którego prowadzony jest kurs języka angielskiego dla osób 40+, jak również organizuje kurs komputerowy i internetowy dla seniorów.